# Bayerischer Wald-Verein
Bayerische Wald-Verein e.V. – niemiecka organizacja turystyczna, działająca w Bawarii, w Lesie Bawarskim (Bayerischer Wald).
Organizacja została założona w 1883 w miejscowości Deggendorf przez Antona Niederleuthnera, sędziego powiatowego z Pasawy. Pierwszym przewodniczącym wybrano Bartholomäusa Stölzla, z kolei pierwsza sekcja powstała w Pasawie w 1885 roku. Założył ją także Anton Niederleuthner i został jej prezydentem. Oficjalnym organem prasowym było czasopismo Der Bayerwald.
Celem organizacji był rozwój turystyki w mało wówczas znanym rejonie Lasu Bawarskiego - wytyczano szlaki turystyczne i budowano schroniska (m.in. w 1888 roku powstał obiekt na Dreisesselbergu). W późniejszym okresie doszły jeszcze działania na rzecz ochrony środowiska - dzięki nim w 1967 roku powstał obszar chronionego krajobrazu Bayerischer Wald (Naturpark Bayerischer Wald), a w 1970 park Narodowy Lasu Bawarskiego (Nationalpark Bayerischer Wald).

## Współczesność
W 2011 roku Bayerische Wald-Verein miało 62 sekcje oraz niecałe 22 tysiące członków. Niektóre z sekcji opiekują się i mają siedziby w historycznych obiektach, jak np. w ruinach zamków Kollnburg i Neunußberg (sekcja Viechtach) czy w schronisku Waldschmidthaus (sekcja Spiegelau). Siedzibą główną jest miasto Zwiesel.
Największe imprezy organizowane przez organizację to coroczny Bayerwaldtag oraz wystawa sztuki Zwieseler Buntspecht w Zwiesel.
Obecnie Bayerische Wald-Verein prowadzi 3 ogólnozwiązkowe schroniska górskie oraz 6 należących do poszczególnych sekcji, współpracuje również z 10 prywatnymi obiektami noclegowymi.